# Provincia di Pistoia
La provincia di Pistoia è una provincia italiana della Toscana di 290 036 abitanti. È la sesta provincia toscana per numero di abitanti, ed è la nona e penultima provincia toscana per superficie.

## Geografia fisica

Le aree geografiche nelle quali può essere suddivisa la provincia di Pistoia: la piana dell'Ombrone e la Val d'Orsigna in verde; la Valdinievole in arancione, mentre la Montagna Pistoiese in viola.

Confina a nord con la provincia di Modena e la città metropolitana di Bologna, a est con la provincia di Prato, a sud con la città metropolitana di Firenze, a ovest con la provincia di Lucca.
Geograficamente si suddivide in tre zone:
- la Piana dell'Ombrone, a sud-est, dove si trova il capoluogo Pistoia.
- la Valdinievole, a sud-ovest
- la Montagna Pistoiese, a nord

## Comuni
Appartengono alla provincia di Pistoia i seguenti 20 comuni:
- Abetone Cutigliano
- Agliana
- Buggiano
- Chiesina Uzzanese
- Lamporecchio
- Larciano
- Marliana
- Massa e Cozzile
- Monsummano Terme
- Montale
- Montecatini Terme
- Pescia
- Pieve a Nievole
- Pistoia
- Ponte Buggianese
- Quarrata
- Sambuca Pistoiese
- San Marcello Piteglio
- Serravalle Pistoiese
- Uzzano

### Comuni più popolosi
Di seguito è riportata la lista dei cinque comuni principali della provincia di Pistoia ordinati per numero di abitanti (dati: Istat Archiviato il 27 luglio 2020 in Internet Archive.):
| Pos. | Stemma | Comune di         | Popolazione (ab) | Superficie (km²) | Densità (ab/km²) | Altitudine (m s.l.m.) |
| ---- | ------ | ----------------- | ---------------- | ---------------- | ---------------- | --------------------- |
| 1º   |        | Pistoia           | 90 601           | 236,77           | 383,63           | 67                    |
| 2º   |        | Quarrata          | 26 579           | 46               | 578,94           | 48                    |
| 3º   |        | Monsummano Terme  | 21 113           | 32,77            | 647,24           | 20                    |
| 4º   |        | Montecatini Terme | 19 943           | 17,66            | 1 127,36         | 29                    |
| 5º   |        | Pescia            | 19 531           | 79,14            | 244,11           | 62                    |

## Storia
Nell'ambito del Granducato di Toscana, la città di Pistoia aveva perso tutte le sue autonomie amministrative fin dalla conquista da parte di Firenze. Nel 1848 venne istituito il compartimento di Pistoia ma fu soppresso appena tre anni dopo, per ritorsione contro la vivace partecipazione dei pistoiesi ai moti del 1848-49.
La ricostituzione della provincia si ebbe nel 1927, quando fu distaccato dalla provincia di Firenze il territorio del circondario di Pistoia, più il comune di Tizzana del circondario di Prato.
L'anno successivo, la neonata provincia fu notevolmente allargata con i comuni della Valdinievole (Bagni di Montecatini — oggi Montecatini Terme —, Buggiano, Chiesina Uzzanese - a partire dalla sua autonomia ottenuta con il distacco dal comune di Uzzano nel 1963 - Massa e Cozzile, Monsummano Terme, Montecatini Val di Nievole — oggi Montecatini Alto, frazione di Montecatini Terme —, Pescia, Ponte Buggianese, Uzzano e Vellano — oggi, quest'ultimo, frazione di Pescia) sottratti alla provincia di Lucca.
Nel 1936, in occasione della costituzione del comune di Abetone, al territorio della provincia si annetté una piccola fetta del territorio del comune di Fiumalbo, appartenente alla provincia di Modena.

### Simboli
Stemma
Nella parte superiore a sfondo azzurro è raffigurata simbolicamente la zona montuosa della provincia con le vette appenniniche tosco-emiliane, nella parte inferiore di verde la zona pianeggiante; la bordura scaccata di rosso e d'argento deriva dallo stemma di Pistoia.
Lo stemma attuale è stato concesso con D.P.R. del 22 dicembre 1949. In precedenza era stato concesso alla provincia di Pistoia, con regio decreto dell'8 settembre 1927, uno stemma troncato: il 1° d'azzurro, all'ascia d'argento, manicata d'oro, posta in palo, tra due verghe di verde, legate di rosso; il 2° scaccato di rosso e d'argento. Dal 1933 al 1943 era ornato dal capo del Littorio.
Gonfalone

Il gonfalone della provincia

Il gonfalone è un drappo rettangolare di azzurro, con lato inferiore a tre punte, riccamente ornato di ricami d'oro e caricato dello stemma della Provincia.
Bandiera
La bandiera è costituita da un drappo rettangolare azzurro con al centro lo stemma della provincia con i suoi ornamenti.

## Monumenti e luoghi d'interesse

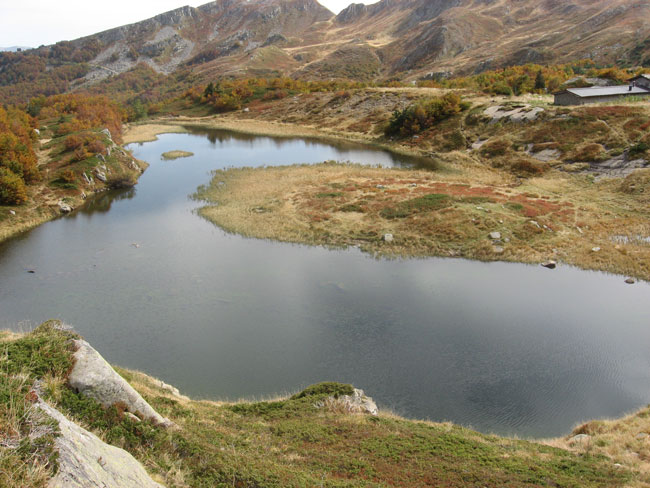
Il Lago Nero nella Montagna pistoiese

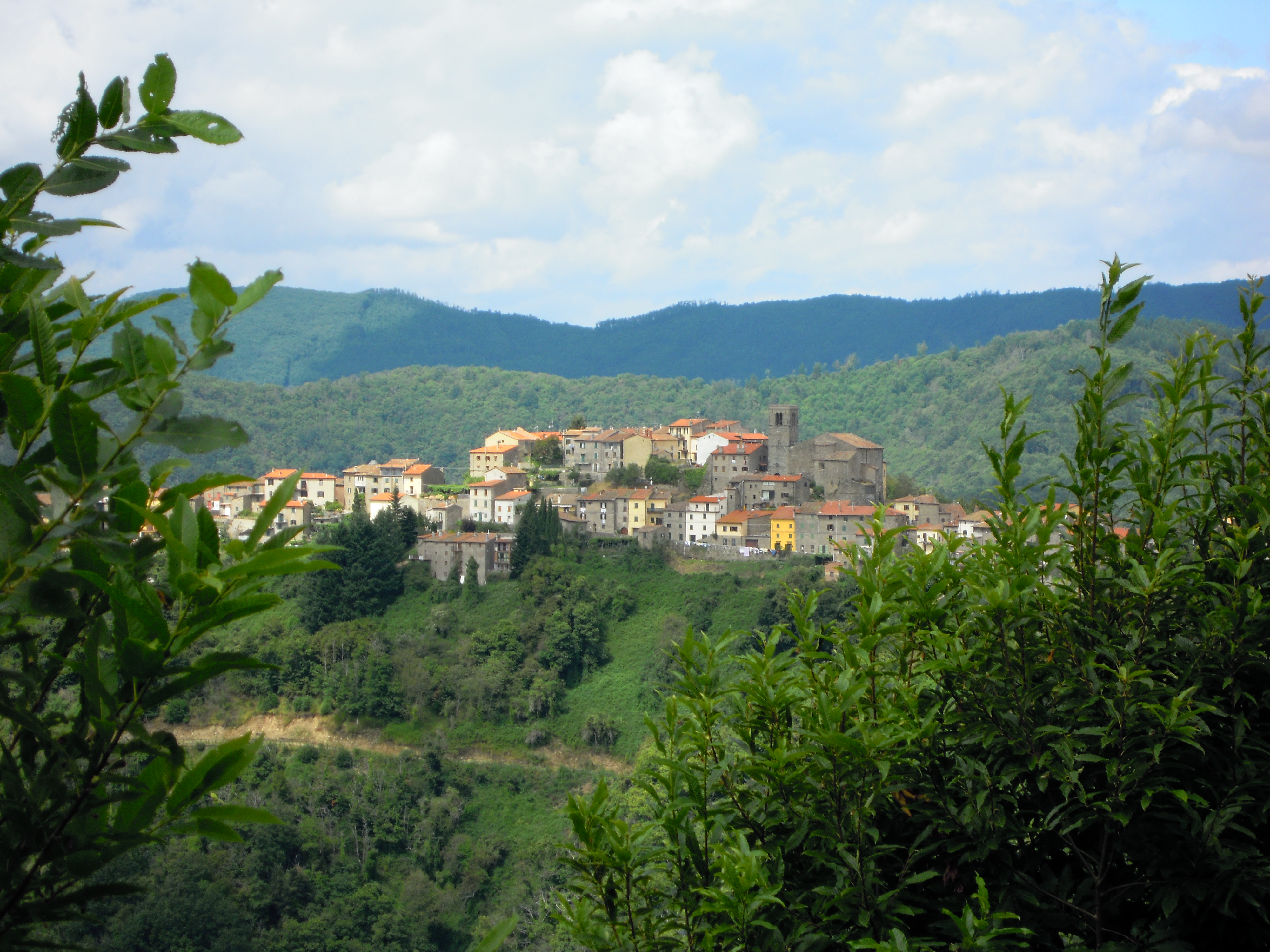
Serra Pistoiese

### Chiese
Nella provincia di Pistoia sono presenti un grande numero di chiese.

### Siti UNESCO
- Villa La Magia, Quarrata

### Aree protette o di interesse naturalistico
- ANPIL La Querciola e Museo di Casa di Zela, Quarrata
- Montagna pistoiese: Riserva naturale Abetone, Riserva naturale Campolino, Riserva naturale Piano degli Ontani, Riserva naturale Acquerino
- Colline del Montalbano e Barco reale
- Padule di Fucecchio: Riserva naturale Padule di Fucecchio (PT)
- Giardino Zoologico di Pistoia

### Musei

#### Ecomuseo della Montagna pistoiese
Sulla montagna pistoiese c'è il primo ecomuseo in Italia, composto da sei diversi itinerari: 
- Percorso Del Ghiaccio
- Percorso Del Ferro
- Percorso Dell'Arte Sacra
- Percorso Della Vita quotidiana
- Percorso Naturalistico
- Percorso Della Pietra

## Infrastrutture e trasporti

### Autostrade
Firenze-mare: è l'unica autostrada presente nel territorio provinciale e, da ovest verso est, ha tre uscite: Chiesina Uzzanese, Montecatini Terme e Pistoia; tra le ultime due si trova inoltre la stazione di servizio di Serravalle Pistoiese.

### Strade statali
- Strada statale 12 dell'Abetone e del Brennero: la strada giunge dalla provincia di Modena e attraversa i comuni di Abetone, Cutigliano e Piteglio, entrando poi in provincia di Lucca.
- Strada statale 64 Porrettana: la strada collega il capoluogo di provincia con l'Appennino pistoiese, passando per il comune di Sambuca Pistoiese e sconfinando nel comune di Alto Reno Terme nella città metropolitana di Bologna.
- Strada statale 66 Pistoiese: la strada percorre il comune di Quarrata e arriva fino a Pistoia, dopodiché sale lungo l'Appennino pistoiese attraversando il comune di San Marcello Piteglio, dove sfocia nella SS 12.

### Strade regionali
- SR 436 Francesca.
- SR 435 Lucchese.

### Strade provinciali
La provincia ha 54 strade classificate come provinciali. Qui l'elenco completo.

### Ferrovie
- Ferrovia Porrettana (Pistoia-Porretta Terme-Bologna)
- Ferrovia Maria Antonia (Firenze-Lucca)

## Amministrazione

### Gemellaggi
- Lioni, dal 1980
- Provincia di Alessandria, dal 2003

## Assistenza sanitaria
L'assistenza sanitaria pubblica è garantita dall'Azienda USL 3 Pistoia che opera nell'ambito territoriale dell'intera provincia.

### Assistenza ospedaliera
L'assistenza ospedaliera è garantita da 3 presidi ospedalieri presenti nel territorio, strutture di riferimento anche per le prestazioni di pronto soccorso: 
- ospedale San Jacopo
- ospedale SS. Cosma e Damiano di Pescia
- Ex ospedale Lorenzo Pacini di San Marcello Pistoiese adesso trasformato il PIOT.

### Assistenza territoriale
L'assistenza territoriale è il sistema dei distretti socio-sanitari e dei poliambulatori locali che permettono l'erogazione dei servizi assistenziali di base nelle varie aree del territorio provinciale.

## Sport

### Calcio
La principale società calcistica della provincia è l'Unione Sportiva Pistoiese 1921, con sede a Pistoia, militante in Lega Pro per la stagione 2015-2016 e avente all'attivo 19 partecipazioni in Serie B ed una in Serie A nel 1980-1981, più una in Divisione Nazionale nel 1928-1929. Altre società di rilievo a livello dilettantistico sono l'Aglianese, il Borgo a Buggiano, la Monsummanese, il Montecatini ed il Quarrata Olimpia. Nel calcio femminile, era presente l'Agliana Calcio Femminile, campione d'Italia nel 1995.
In provincia di Pistoia sono nati e risiedono alcuni calciatori che hanno vantato militanza in Serie A, come Comunardo Niccolai, Giampaolo Pazzini, Fabio Galante, Francesco Valiani, nonché, in passato, Benito Lorenzi.

### Basket
La provincia di Pistoia è rappresentata in Serie A dal Pistoia Basket 2000, erede dell'Olimpia Basket Pistoia (anch'esso con trascorsi in massima serie) e con sede nel capoluogo; in passato militava in Serie A anche il Montecatini Basket.

### Ciclismo
Con cadenza annuale, nel mese di ottobre, viene effettuata la Firenze-Pistoia, una corsa a cronometro di ciclismo su strada che attraversa i comuni di Quarrata e Pistoia. La gara è inserita nel calendario UCI Europe Tour, classe 1.1.